# Danalita
La danalita és un mineral de la classe dels silicats, que pertany al grup de l'helvina. Rep el nom en honor de James Dwight Dana (1813-1895), mineralogista i geòleg nord-americà de la Universitat Yale.

## Característiques
La danalita és un silicat de fórmula química Fe₄2+(Be₃Si₃O₁₂)S. Cristal·litza en el sistema isomètric. La seva duresa a l'escala de Mohs es troba entre 5,5 i 6.
Segons la classificació de Nickel-Strunz, la danalita pertany a «09.FB - Tectosilicats sense H₂O zeolítica amb anions addicionals» juntament amb els següents minerals: afghanita, bystrita, cancrinita, cancrisilita, davyna, franzinita, giuseppettita, hidroxicancrinita, liottita, microsommita, pitiglianoïta, quadridavyna, sacrofanita, tounkita, vishnevita, marinellita, farneseïta, alloriïta, fantappieïta, cianoxalita, balliranoïta, carbobystrita, depmeierita, kircherita, bicchulita, genthelvita, haüyna, helvina, kamaishilita, lazurita, noseana, sodalita, tsaregorodtsevita, tugtupita, marialita, meionita i silvialita.

## Formació i jaciments
Va ser descoberta a Rockport, al comtat d'Essex de l'estat de Massachusetts, als Estats Units. Tot i no tractar-se d'una espècie gaire habitual ha estat descrita en tots els continents del planeta a excepció de l'Antàrtida.